# Caroline Becker
Caroline Becker (1826 – 1881) è stata una fotografa finlandese, la prima professionista del suo paese.

## Biografia
Non ci è giunta nessuna delle fotografie da lei scattate nel corso della sua attività professionale e anche le notizie sulla sua vita sono scarse.

Sappiamo che rimase vedova e che nel 1859 rilevò l'atelier fotografico del fratello Edvard Elfsröm a Vyborg che mantenne attivo fino al 1862. In realtà gestiva anche un negozio di giocattoli e chiuse l'attività di fotografa quando ebbe inizio una forte concorrenza.
Con un breve scarto di pochi mesi fu seguita da Hedvig Keppler a Turku che però nel 1860 cessò la propria attività. A queste due pioniere seguirono Karolina Emilia Frederika Gylling, ex moglie di Johan Oskar Tudeer (1835–1916) a Hämeenlinna nel 1863, Amalia Euphrosyne Clementia Chiewitz sposata con Magnusson (1819–1900) anch'essa a Turku, Amalia Rosalie Spolander, sposata Sandelin (1835–1901) a Pori nel 1864 ed Eugenie Roos (1829–1897) probabilmente a Jakobstad.
La prima donna fotografa finlandese ad avere successo ed un largo consenso fu Julia Widgrén negli anni Sessanta dell'Ottocento.